# Giro del Delfinato 2012
Il Giro del Delfinato 2012, sessantaquattresima edizione della corsa e valevole come sedicesima prova del UCI World Tour 2012, si svolse in sette tappe precedute da un cronoprologo dal 3 al 10 giugno 2012. Venne vinto per il secondo anno consecutivo dal britannico Bradley Wiggins, in forza alla Sky Procycling, che completò i 1 051,7 km del percorso in 26h40'46".

## Tappe
| Tappa  | Data      | Percorso                                            | km      | Vincitore di tappa   | Leader cl. generale |
| ------ | --------- | --------------------------------------------------- | ------- | -------------------- | ------------------- |
| Prol.  | 3 giugno  | Grenoble (cron. individuale)                        | 5,7     | Luke Durbridge       | Luke Durbridge      |
| 1ª     | 4 giugno  | Seyssins > Saint-Vallier                            | 187     | Cadel Evans          | Bradley Wiggins     |
| 2ª     | 5 giugno  | Lamastre > Saint-Félicien                           | 160     | Daniel Moreno        | Bradley Wiggins     |
| 3ª     | 6 giugno  | Givors > La Clayette                                | 167     | Edvald Boasson Hagen | Bradley Wiggins     |
| 4ª     | 7 giugno  | Villié-Morgon > Bourg-en-Bresse (cron. individuale) | 53,5    | Bradley Wiggins      | Bradley Wiggins     |
| 5ª     | 8 giugno  | Saint-Trivier-sur-Moignans > Rumilly                | 186,5   | Arthur Vichot        | Bradley Wiggins     |
| 6ª     | 9 giugno  | Saint-Alban-Leysse > Morzine                        | 167,5   | Nairo Quintana       | Bradley Wiggins     |
| 7ª     | 10 giugno | Morzine > Châtel                                    | 124,5   | Daniel Moreno        | Bradley Wiggins     |
| Totale | Totale    | Totale                                              | 1 051,7 |                      |                     |

## Squadre e corridori partecipanti
Partecipano alla competizione 22 squadre, le 18 formazioni UCI World Tour oltre a 4, Argos-Shimano, Cofidis, Saur-Sojasun e Team Europcar, appartenenti alla fascia UCI Professional Continental.
| N.      | Cod. | Squadra                     |
| ------- | ---- | --------------------------- |
| 1-8     | SKY  | Sky Procycling              |
| 11-18   | BMC  | BMC Racing Team             |
| 21-28   | AST  | Astana Pro Team             |
| 31-38   | LTB  | Lotto-Belisol Team          |
| 41-48   | KAT  | Katusha Team                |
| 51-58   | EUC  | Team Europcar               |
| 61-68   | ALM  | AG2R La Mondiale            |
| 71-78   | RNT  | RadioShack-Nissan           |
| 81-88   | LIQ  | Liquigas-Cannondale         |
| 91-98   | COF  | Cofidis, le Crédit en Ligne |
| 101-108 | EUS  | Euskaltel-Euskadi           |

| N.      | Cod. | Squadra                |
| ------- | ---- | ---------------------- |
| 111-118 | FDJ  | FDJ-BigMat             |
| 121-128 | GRM  | Team Garmin-Barracuda  |
| 131-138 | LAM  | Lampre-ISD             |
| 141-148 | SAX  | Team Saxo Bank         |
| 151-158 | MOV  | Movistar Team          |
| 161-168 | OPQ  | Omega Pharma-Quickstep |
| 171-178 | OGE  | Orica-GreenEDGE        |
| 181-188 | RAB  | Rabobank Cycling Team  |
| 191-198 | SAU  | Saur-Sojasun           |
| 201-208 | ARG  | Argos-Shimano          |
| 211-218 | VCD  | Vacansoleil-DCM        |

## Dettagli delle tappe

### Prologo
- 3 giugno: Grenoble – Cronometro individuale – 5,7 km

Risultati
| Pos. | Corridore       | Squadra        | Tempo |
| ---- | --------------- | -------------- | ----- |
| 1    | Luke Durbridge  | GreenEDGE      | 6'38" |
| 2    | Bradley Wiggins | Sky Procycling | a 1"  |
| 3    | Andrij Hrivko   | Astana         | a 3"  |

| Pos. | Corridore       | Squadra        | Tempo |
| ---- | --------------- | -------------- | ----- |
| 1    | Luke Durbridge  | GreenEDGE      | 6'38" |
| 2    | Bradley Wiggins | Sky Procycling | a 1"  |
| 3    | Andrij Hrivko   | Astana         | a 3"  |

### 1ª tappa
- 4 giugno: Seyssins > Saint-Vallier – 187 km

Risultati
| Pos. | Corridore       | Squadra      | Tempo    |
| ---- | --------------- | ------------ | -------- |
| 1    | Cadel Evans     | BMC          | 4h36'21" |
| 2    | Jérôme Coppel   | Saur-Sojasun | s.t.     |
| 3    | Andrej Kašečkin | Astana       | s.t.     |

| Pos. | Corridore       | Squadra        | Tempo    |
| ---- | --------------- | -------------- | -------- |
| 1    | Bradley Wiggins | Sky Procycling | 4h43'04" |
| 2    | Cadel Evans     | BMC            | a 1"     |
| 3    | Andrij Hrivko   | Astana         | a 2"     |

### 2ª tappa
- 5 giugno: Lamastre > Saint-Félicien – 160 km

Risultati
| Pos. | Corridore     | Squadra      | Tempo    |
| ---- | ------------- | ------------ | -------- |
| 1    | Daniel Moreno | Katusha      | 4h02'38" |
| 2    | Julien Simon  | Saur-Sojasun | s.t.     |
| 3    | Tony Gallopin | RadioShack   | s.t.     |

| Pos. | Corridore       | Squadra        | Tempo    |
| ---- | --------------- | -------------- | -------- |
| 1    | Bradley Wiggins | Sky Procycling | 8h45'42" |
| 2    | Cadel Evans     | BMC            | a 1"     |
| 3    | Andrij Hrivko   | Astana         | a 2"     |

### 3ª tappa
- 6 giugno: Givors > La Clayette – 167 km

Risultati
| Pos. | Corridore            | Squadra        | Tempo    |
| ---- | -------------------- | -------------- | -------- |
| 1    | Edvald Boasson Hagen | Sky Procycling | 4h22'13" |
| 2    | Gerald Ciolek        | Omega Pharma   | s.t.     |
| 3    | Borut Božič          | Astana         | s.t.     |

| Pos. | Corridore       | Squadra        | Tempo     |
| ---- | --------------- | -------------- | --------- |
| 1    | Bradley Wiggins | Sky Procycling | 13h07'55" |
| 2    | Cadel Evans     | BMC            | a 1"      |
| 3    | Andrij Hrivko   | Astana         | a 2"      |

### 4ª tappa
- 7 giugno: Villié-Morgon > Bourg-en-Bresse – Cronometro individuale – 53,5 km

Risultati
| Pos. | Corridore       | Squadra        | Tempo    |
| ---- | --------------- | -------------- | -------- |
| 1    | Bradley Wiggins | Sky Procycling | 1h03'12" |
| 2    | Tony Martin     | Omega Pharma   | a 34"    |
| 3    | Michael Rogers  | Sky Procycling | a 1'11"  |

| Pos. | Corridore       | Squadra        | Tempo     |
| ---- | --------------- | -------------- | --------- |
| 1    | Bradley Wiggins | Sky Procycling | 14h11'07" |
| 2    | Tony Martin     | Omega Pharma   | a 38"     |
| 3    | Michael Rogers  | Sky Procycling | a 1'20"   |

### 5ª tappa
- 8 giugno: Saint-Trivier-sur-Moignans > Rumilly – 186,5 km

Risultati
| Pos. | Corridore       | Squadra    | Tempo    |
| ---- | --------------- | ---------- | -------- |
| 1    | Arthur Vichot   | FDJ-BigMat | 4h42'17" |
| 2    | Egoi Martínez   | Euskaltel  | a 26"    |
| 3    | Dmitrij Fofonov | Astana     | s.t.     |

| Pos. | Corridore       | Squadra        | Tempo     |
| ---- | --------------- | -------------- | --------- |
| 1    | Bradley Wiggins | Sky Procycling | 18h54'23" |
| 2    | Tony Martin     | Omega Pharma   | a 38"     |
| 3    | Michael Rogers  | Sky Procycling | a 1'20"   |

### 6ª tappa
- 9 giugno: Saint-Alban-Leysse > Morzine – 167,5 km

Risultati
| Pos. | Corridore      | Squadra  | Tempo    |
| ---- | -------------- | -------- | -------- |
| 1    | Nairo Quintana | Movistar | 4h46'12" |
| 2    | Cadel Evans    | BMC      | a 16"    |
| 3    | Daniel Moreno  | Katusha  | a 24"    |

| Pos. | Corridore       | Squadra        | Tempo     |
| ---- | --------------- | -------------- | --------- |
| 1    | Bradley Wiggins | Sky Procycling | 23h40'59" |
| 2    | Michael Rogers  | Sky Procycling | a 1'20"   |
| 3    | Cadel Evans     | BMC            | a 1'36"   |

### 7ª tappa
- 10 giugno: Morzine > Châtel – 124,5 km

Risultati
| Pos. | Corridore         | Squadra  | Tempo    |
| ---- | ----------------- | -------- | -------- |
| 1    | Daniel Moreno     | Katusha  | 2h59'37" |
| 2    | Luis León Sánchez | Rabobank | s.t.     |
| 3    | Cadel Evans       | BMC      | s.t.     |

| Pos. | Corridore       | Squadra        | Tempo     |
| ---- | --------------- | -------------- | --------- |
| 1    | Bradley Wiggins | Sky Procycling | 26h40'46" |
| 2    | Michael Rogers  | Sky Procycling | a 1'17"   |
| 3    | Cadel Evans     | BMC            | a 1'26"   |

## Evoluzione delle classifiche
| Tappa              | Vincitore            | Classifica generale Maglia gialla | Classifica a punti Maglia verde | Classifica scalatori Maglia rossa a pois | Classifica giovani Maglia bianca | Classifica a squadre |
| ------------------ | -------------------- | --------------------------------- | ------------------------------- | ---------------------------------------- | -------------------------------- | -------------------- |
| Prol.              | Luke Durbridge       | Luke Durbridge                    | Luke Durbridge                  | non assegnata                            | Luke Durbridge                   | Orica-GreenEDGE      |
| 1ª                 | Cadel Evans          | Bradley Wiggins                   | Cadel Evans                     | Giovanni Bernaudeau                      | Edvald Boasson Hagen             | Sky Procycling       |
| 2ª                 | Daniel Moreno        | Bradley Wiggins                   | Cadel Evans                     | Blel Kadri                               | Tony Gallopin                    | Sky Procycling       |
| 3ª                 | Edvald Boasson Hagen | Bradley Wiggins                   | Tony Gallopin                   | Giovanni Bernaudeau                      | Tony Gallopin                    | Sky Procycling       |
| 4ª                 | Bradley Wiggins      | Bradley Wiggins                   | Tony Gallopin                   | Giovanni Bernaudeau                      | Wilco Kelderman                  | Sky Procycling       |
| 5ª                 | Arthur Vichot        | Bradley Wiggins                   | Tony Gallopin                   | Cayetano Sarmiento                       | Wilco Kelderman                  | Sky Procycling       |
| 6ª                 | Nairo Quintana       | Bradley Wiggins                   | Cadel Evans                     | Cayetano Sarmiento                       | Wilco Kelderman                  | Sky Procycling       |
| 7ª                 | Daniel Moreno        | Bradley Wiggins                   | Cadel Evans                     | Cayetano Sarmiento                       | Wilco Kelderman                  | Sky Procycling       |
| Classifiche finali | Classifiche finali   | Bradley Wiggins                   | Cadel Evans                     | Cayetano Sarmiento                       | Wilco Kelderman                  | Sky Procycling       |

## Classifiche finali

### Classifica generale - Maglia gialla
| Pos. | Corridore             | Squadra        | Tempo     |
| ---- | --------------------- | -------------- | --------- |
| 1    | Bradley Wiggins       | Sky Procycling | 26h40'46" |
| 2    | Michael Rogers        | Sky Procycling | a 1'17"   |
| 3    | Cadel Evans           | BMC            | a 1'26"   |
| 4    | Chris Froome          | Sky Procycling | a 1'45"   |
| 5    | Jurgen Van Den Broeck | Lotto-Belisol  | a 2'12"   |
| 6    | Vasil' Kiryenka       | Movistar       | a 2'58"   |
| 7    | Janez Brajkovič       | Astana         | a 3'07"   |
| 8    | Wilco Kelderman       | Rabobank       | a 3'26"   |
| 9    | Richie Porte          | Sky Procycling | a 3'34"   |
| 10   | Haimar Zubeldia       | RadioShack     | a 3'50"   |

### Classifica a punti - Maglia verde
| Pos. | Corridore            | Squadra        | Punti |
| ---- | -------------------- | -------------- | ----- |
| 1    | Cadel Evans          | BMC            | 66    |
| 2    | Daniel Moreno        | Katusha        | 58    |
| 3    | Tony Gallopin        | RadioShack     | 51    |
| 4    | Bradley Wiggins      | Sky Procycling | 47    |
| 5    | Edvald Boasson Hagen | Sky Procycling | 44    |

### Classifica scalatori - Maglia rossa a pois
| Pos. | Corridore           | Squadra      | Punti |
| ---- | ------------------- | ------------ | ----- |
| 1    | Cayetano Sarmiento  | Liquigas     | 91    |
| 2    | Blel Kadri          | AG2R La Mon. | 61    |
| 3    | David Moncoutié     | Cofidis      | 61    |
| 4    | Giovanni Bernaudeau | Europcar     | 38    |
| 5    | Nicolas Edet        | Cofidis      | 38    |

### Classifica giovani - Maglia bianca
| Pos. | Corridore          | Squadra       | Tempo     |
| ---- | ------------------ | ------------- | --------- |
| 1    | Wilco Kelderman    | Rabobank      | 26h44'12" |
| 2    | Tejay van Garderen | BMC           | a 1'23"   |
| 3    | Egor Silin         | Astana        | a 5'51"   |
| 4    | Alexandre Geniez   | Argos-Shimano | a 10'38"  |
| 5    | Tony Gallopin      | RadioShack    | a 13'08"  |

### Classifica a squadre - Numero giallo
| Pos. | Squadra           | Tempo     |
| ---- | ----------------- | --------- |
| 1    | Sky Procycling    | 80h22'25" |
| 2    | BMC Racing Team   | a 13'34"  |
| 3    | Movistar Team     | a 17'27"  |
| 4    | Saur-Sojasun      | a 18'02"  |
| 5    | RadioShack-Nissan | a 19'52"  |

## Punteggi UCI
| Pos. | Corridore             | Squadra        | Punti |
| ---- | --------------------- | -------------- | ----- |
| 1    | Bradley Wiggins       | Sky Procycling | 111   |
| 2    | Cadel Evans           | BMC            | 82    |
| 2    | Michael Rogers        | Sky Procycling | 82    |
| 4    | Chris Froome          | Sky Procycling | 60    |
| 5    | Jurgen Van Den Broeck | Lotto-Belisol  | 51    |
| 6    | Vasil' Kiryenka       | Movistar       | 40    |
| 7    | Janez Brajkovič       | Astana         | 30    |
| 8    | Wilco Kelderman       | Rabobank       | 21    |
| 9    | Daniel Moreno         | Katusha        | 14    |
| 10   | Richie Porte          | Sky Procycling | 10    |
| 11   | Edvald Boasson Hagen  | Sky Procycling | 7     |
| 12   | Luke Durbridge        | GreenEDGE      | 6     |
| 12   | Nairo Quintana        | Movistar       | 6     |
| 12   | Arthur Vichot         | FDJ-BigMat     | 6     |
| 15   | Tony Martin           | Omega Pharma   | 5     |
| 16   | Gerald Ciolek         | Omega Pharma   | 4     |
| 16   | Egoi Martínez         | Euskaltel      | 4     |
| 16   | Luis León Sánchez     | Rabobank       | 4     |
| 16   | Haimar Zubeldia       | RadioShack     | 4     |
| 20   | Tony Gallopin         | RadioShack     | 3     |
| 21   | Borut Božič           | Astana         | 2     |
| 21   | Dmitrij Fofonov       | Astana         | 2     |
| 21   | Andrij Hrivko         | Astana         | 2     |
| 21   | Andrej Kašečkin       | Astana         | 2     |
| 21   | Rinaldo Nocentini     | AG2R La Mon.   | 2     |
| 26   | Carlos Barredo        | Rabobank       | 1     |
| 26   | Nacer Bouhanni        | FDJ-BigMat     | 1     |
| 26   | Sylvain Chavanel      | Omega Pharma   | 1     |
| 26   | Murilo Fischer        | Garmin         | 1     |
| 26   | Cayetano Sarmiento    | Liquigas       | 1     |
| 26   | Pieter Weening        | GreenEDGE      | 1     |

| Pos. | Squadra                | Punti |
| ---- | ---------------------- | ----- |
| 1    | Sky Procycling         | 270   |
| 2    | BMC Racing Team        | 82    |
| 3    | Lotto-Belisol Team     | 51    |
| 4    | Movistar Team          | 46    |
| 5    | Astana Pro Team        | 38    |
| 6    | Rabobank Cycling Team  | 26    |
| 7    | Katusha Team           | 14    |
| 8    | Omega Pharma-Quickstep | 10    |
| 9    | FDJ-BigMat             | 7     |
| 9    | Orica-GreenEDGE        | 7     |
| 9    | RadioShack-Nissan      | 7     |
| 12   | Euskaltel-Euskadi      | 4     |
| 13   | AG2R La Mondiale       | 2     |
| 14   | Liquigas-Cannondale    | 1     |
| 14   | Team Garmin-Barracuda  | 1     |

| Pos. | Nazione     | Punti |
| ---- | ----------- | ----- |
| 1    | Australia   | 180   |
| 2    | Regno Unito | 171   |
| 3    | Belgio      | 51    |
| 4    | Bielorussia | 40    |
| 5    | Slovenia    | 32    |
| 6    | Spagna      | 27    |
| 7    | Paesi Bassi | 22    |
| 8    | Francia     | 11    |
| 9    | Germania    | 9     |
| 10   | Colombia    | 7     |
| 10   | Norvegia    | 7     |
| 12   | Kazakistan  | 4     |
| 13   | Italia      | 2     |
| 13   | Ucraina     | 2     |
| 15   | Brasile     | 1     |